# Renhjärta
Renhjärta var ett progressivt rockband från Uppsala.
Renhjärta bestod av medlemmarna Lasse Hoflund (sång, gitarr), Stenne Moberg (gitarr), Ulf Wallander (saxofon), Cary Wihma (bas) och Tjompe Johansson (trummor). Deras enda album Glitt-glitt (California CLP33506), utgivet 1971, innehåller egenkomponerade instrumentala låtar, men även fyra engelskspråkiga covers, däribland "My Friend" av Jimi Hendrix. Cary Wihma spelade senare i Panta Rei och Ulf Wallander i bland annat Ramlösa kvällar, Arbete & fritid och Nya Ljudbolaget.